# Tuffi alla XXIX Universiade - Classifica a squadre maschile
La classifica a squadre maschile dei tuffi alla XXIX Universiade di Taipei 2017 è stata realizzata il 27 agosto 2017.

## Programma
Gli orari sono espressi nel Taiwan Standard Time (UTC+08:00)
| Data           | Ora   | Evento |
| -------------- | ----- | ------ |
| 27 agosto 2017 | 16:55 | Finale |

## Risultati
| Class.  | Squadra        | 1M     | 1M     | 3M     | 3M     | 10M    | 10M    | 3MS    | 10MS   | M3MS   | M10MS  | MT     | Totale  |
| ------- | -------------- | ------ | ------ | ------ | ------ | ------ | ------ | ------ | ------ | ------ | ------ | ------ | ------- |
| Oro     | Russia         | 400.95 | 375.20 | 453.35 | 386.75 | 437.55 | 413.20 | 428.07 | 411.99 | 133.25 | 152.40 | 168.53 | 3761.23 |
| Argento | Corea del Sud  | 375.25 | 361.60 | 422.80 | 416.75 | 452.75 | 421.75 | 417.93 | 391.26 | 131.91 |        | 173.93 | 3565.93 |
| Bronzo  | Messico        | 369.45 | 350.00 | 451.20 | 366.25 | 414.60 | 350.65 | 383.37 | 376.44 | 151.01 | 124.89 | 175.65 | 3513.51 |
| 4       | Stati Uniti    | 398.45 | 332.40 | 387.25 | 370.85 | 426.05 | 381.55 | 383.46 |        | 137.10 | 134.76 | 162.03 | 3113.90 |
| 5       | Ucraina        | 385.75 | 327.55 | 416.00 | 303.05 | 443.60 |        | 383.79 | 385.71 | 142.32 |        | 199.45 | 2987.22 |
| 6       | Germania       | 360.35 | 354.40 | 414.65 | 351.00 | 329.50 |        | 348.18 |        | 132.60 | 130.44 | 176.58 | 2597.70 |
| 7       | Italia         | 370.20 | 347.70 | 419.10 | 365.30 |        |        | 387.12 |        | 138.57 |        | 144.40 | 2172.39 |
| 8       | Corea del Nord | 286.05 |        |        |        | 389.60 | 354.90 |        | 410.70 | 127.83 | 168.39 | 158.45 | 1895.92 |
| 9       | Polonia        | 340.25 | 296.25 | 390.65 | 313.05 |        |        | 353.40 |        |        |        |        | 1693.60 |
| 10      | Canada         | 335.10 |        | 374.70 | 371.85 | 394.00 |        |        |        |        |        | 181.40 | 1657.05 |
| 11      | Svizzera       | 287.05 | 263.65 | 326.15 | 309.05 |        |        | 341.34 |        |        |        |        | 1527.24 |
| 12      | Giappone       | 338.40 |        | 392.85 |        | 350.30 |        |        |        | 133.59 |        | 174.15 | 1389.29 |
| 13      | Brasile        | 300.65 |        | 346.15 |        | 271.10 |        |        |        |        |        |        | 917.90  |
| 14      | Armenia        |        |        |        |        | 408.30 |        |        | 358.74 |        |        |        | 767.04  |
| 15      | Irlanda        | 296.95 |        | 305.35 |        |        |        |        |        |        |        |        | 602.30  |
| 16      | Croazia        | 226.85 |        | 316.20 |        |        |        |        |        |        |        |        | 543.05  |
| 17      | Macao          |        |        | 278.10 |        |        |        | 260.82 |        |        |        |        | 538.92  |
| 18      | Australia      |        |        |        |        | 266.50 |        |        |        |        | 132.27 |        | 398.77  |
| 19      | Taipei cinese  | 188.80 |        |        |        |        |        |        |        | 88.76  |        |        | 277.56  |